# South Barrow
South Barrow est une paroisse civile et un village du Somerset, en Angleterre.